# Merab Gagounachvili
Merab Gagounachvili est un joueur d'échecs géorgien né le 3 janvier 1985 à Tbilissi. Grand maître international à 17 ans, en 2002, il a remporté le tournoi de Hastings et deux fois le championnat de Géorgie.

## Biographie et carrière
À seize ans, Gagounachvili remporta la médaille d'argent au championnat du monde junior (moins de vingt ans) en 2001, devant Levon Aronian, Ni Hua et Bu Xiangzhi. Il fut champion de Géorgie en 2004, puis en 2010.
En 2004, Gagounachvili finit 2e-4e du championnat d'Europe d'échecs individuel à Batoumi (quatrième au départage), ce qui le qualifiait pour le championnat du monde de la Fide 2004 à Tripoli en Libye. Lors du Championnat du monde de la Fédération internationale des échecs 2004, il fut éliminé au premier tour par Smbat Lputian.
En janvier 2007, il remporta le tournoi de Hastings, ex æquo avec Valeri Neverov.
Lors de la Coupe du monde d'échecs 2007, il fut éliminé au premier tour par Zhang Pengxiang.
Son meilleur classement mondial fut 96e en avril 2007, après sa victoire au tournoi de Hastings en janvier 2007.

## Compétitions par équipe
Gagounachvili a représenté la Géorgie lors
- de six championnats d'Europe par équipes de 2003 à 2015 ;
- du Championnat du monde d'échecs par équipes 2005 (médaille de bronze individuelle au deuxième échiquier de réserve) ;
- de cinq olympiades de 2002 à 2012.

Lors de l'Olympiade d'échecs de 2002, il marqua 6,5 points sur 8 avec une performance Elo de 2 786 points (la Géorgie finit quatrième de la compétition).
IL remporta la médaille de bronze par équipe et la médaille d'argent individuelle à l'échiquier de réserve lors du Championnat d'Europe d'échecs des nations 2005.